# 知的障害者身柄確保死亡事件
知的障害者身柄拘束死亡事件（ちてきしょうがいしゃみがらこうそくしぼうじけん）は、佐賀県佐賀市で2007年（平成19年）9月25日に発生した、知的障害者の青年が路上で警察官から5人がかりで取押えられた際に死亡した事件である。被害者の名前から安永健太さん取押え（暴行）死亡事件、または単に安永健太さん事件とも言われる。

## 事件の内容
2007年（平成19年）9月25日夕方、佐賀県佐賀市内の授産施設（作業所）に通う被害者（当時25歳）が、佐賀市南佐賀の国道208号を自転車で走行中、「車道を蛇行運転していた（警察発表）」のを佐賀県佐賀警察署所属のパトカーが発見し、警察官は「酩酊状態と判断」したため、パトカーにより追跡。その後、被害者は信号停車中のバイクに衝突・転倒した。この際に、警察官が保護しようとして肩に手を触れたところ、驚いた被害者が抵抗したため、応援に駆けつけた警察官を含む5名によりうつぶせの状態で取り押さえられた。
直後に、被害者は痙攣・呼吸困難等の症状を示し、救急搬送先の病院で死亡が確認された。なお、この際に直接取り押さえた警察官5人は被害者の死亡に気付かず、別の警察官からの指摘によって初めて被害者の死亡を認識している。

## 裁判の経過

### 刑事裁判
遺族は2008年（平成20年）3月17日、警察官が取り押さえる際に暴行を加えたとして、特別公務員暴行陵虐致死の疑いで佐賀地検に刑事告訴したが、佐賀地検は同年3月29日不起訴処分とした。
そのため、遺族は4月3日に佐賀地裁に対し、佐賀県警の警察官5名を特別公務員暴行陵虐致死容疑で付審判請求。これを受け、障害者団体・市民グループによる付審判請求の署名集めの活動が全国規模で展開され、11万人以上が署名したことから、2009年（平成21年）3月3日、佐賀地裁は、直接暴行を加えたとされる警察官1人を特別公務員暴行陵虐罪で付審判を開始すると決定した。その後、同年9月、特別公務員暴行陵虐致傷罪への訴因変更が認められた。
2010年（平成22年）7月29日、佐賀地裁（若宮利信裁判長）で初公判が開かれ「殴打したことはない」と暴行を否定し、無罪を主張した。
2011年（平成23年）3月29日、佐賀地裁（若宮利信裁判長）は警察官が殴ったという目撃証言について「ほかの証言と相反し、不自然な部分がある」として無罪判決（求刑：懲役1年）を言い渡した。検察官役の弁護士は判決を不服として控訴した。
2012年（平成24年）1月10日、福岡高裁（川口宰護裁判長）は一審・佐賀地裁の無罪判決を支持し、検察官役の指定弁護士の控訴を棄却した。検察官役の弁護士は判決を不服として上告した。
2012年（平成24年）9月18日、最高裁第二小法廷（小貫芳信裁判長）は上告を棄却する決定を出したため、無罪判決が確定した。

### 民事訴訟
遺族は佐賀県に対し4200万円の損害賠償を求める訴訟を佐賀地裁に提訴した。
2014年（平成26年）2月28日、佐賀地裁（波多江真史裁判長）は取り押さえを適法だったとして遺族側の請求を棄却した。
2015年（平成27年）12月21日、福岡高裁（金村敏彦裁判長）は「違法性は認められない」として遺族側の請求を棄却した一審・佐賀地裁の判決を支持、控訴を棄却した。
2016年（平成28年）7月1日、最高裁第二小法廷（千葉勝美裁判長）は上告を退ける決定を出したため、遺族の敗訴が確定した。

## 警察側の主張
警察は当初より一貫して「取り押さえは正当だった」、「暴行は加えてない」との主張をしており、目撃者により警察官の暴行が証言された際も調書への記載は行わなかった。

## 警察による証言の変化
警察は当初、被害者を確保した際に後ろ手にして手錠をしたことを明かさなかった上、直接関与した警察官の人数も実際は5人のところを2人と過少に説明していた。